# Wattwiller
Wattwiller (en alsacià Wàttwiller) és un municipi francès, situat a la regió del Gran Est, al departament de l'Alt Rin. L'any 2005 tenia 1.640 habitants.

## Demografia
| 1962 | 1968  | 1975  | 1982  | 1990  | 1999  |
| ---- | ----- | ----- | ----- | ----- | ----- |
| 879  | 1.020 | 1.135 | 1.186 | 1.506 | 1.593 |

## Administració
| Període | Identitat      | Partit    |
| ------- | -------------- | --------- |
| 2001-   | Jacques Muller | Les Verts |